# Партизанская война
Партиза́нская война́ (партиза́нство, гери́лья, исп. guerrilla — уменьш. от guerra — война) — одна из форм малой войны, которая ведётся скрывающимися среди местного населения либо использующими свойства местности вооружёнными группами — партизанами, избегающими открытых и крупных столкновений с противником; вооружённая борьба значительной части населения против власти, которую данная часть населения считает чуждой и оккупационной.

## Элементы партизанской войны
В тактике партизанских действий можно выделить следующие аспекты:
- Разрушение инфраструктуры противника в любой форме (рельсовая война, уничтожение линий связи, высоковольтных линий, отравление и уничтожение водопроводов, колодцев и тому подобное);
- Информационная война (распространение верных и неверных сведений в устной (слухи, радиопередачи) или печатной (листовки, газеты, сеть) форме с целью склонить местное население и (реже) самого противника на свою сторону);
- Уничтожение живой силы противника;
- Террор в отношении противника и коллаборционистов — осуществление акций, направленных на устрашение в любой форме (убийство, подбрасывание в расположение частей противника каких-либо предметов с надписью «Это могла быть бомба» и так далее).

Для достижения успеха крайне желательно, чтобы партизанам в их борьбе оказывалась помощь со стороны какого-либо государства, организации и так далее. Характер помощи может быть различным — финансовая, помощь снаряжением (прежде всего оружием), информационная помощь (инструкции, руководства и инструкторы, пропаганда и идеи), продовольствие и т. п.

## Теория партизанской войны
Прославившийся во времена Отечественной войны 1812 года Денис Давыдов написал военно-теоретические труды по партизанской войне, в которых, в частности, писал что современные (уже для него) войны требуют всё время войны доставлять большие количества потребных для войны имущества и материалов «с поля запасов на боевое поле», для чего требуются длинные коммуникации, и партизанские отряды имеют возможность нанести большой урон противнику, атакуя эти коммуникации.
Мао Цзэдун назвал партизанскую войну самым эффективным средством сопротивления властям (диктаторским, колониальным или оккупационным) и выдвинул основную идею партизанской войны: «Враг наступает — мы отступаем, враг остановился — мы тревожим, враг отступает — мы преследуем». Партизанская война подразумевает наличие партизанской базы и партизанского района. Латиноамериканские партизаны (герильерос) дополнили теорию партизанской войны тактикой изоляции региона в результате транспортных диверсий и разгромом противника, лишённого возможности получения помощи извне. Теоретическое обоснование городской герильи разработал К. Маригелла.
Один из крупнейших исследователей темы профессор Мюнстерского университета имени Вильгельма Вернер Хальвег на примере череды партизанских войн с XVIII века и до современности, подчёркивает, что партизанская, или малая война, всегда выступала как вспомогательная в большой войне; контингенты, проводившие её, всегда поддерживались внешними силами.

## История
Партизанская война стара как мир. Еще в 66 г. н.э., по свидетельству историка Иосифа Флавия, иудеи, «растягиваясь по отлогим сторонам дороги» близ Бет-Хорона, обдавали римское войско «градом стрел», вынудив имперские легионы отступить. Во времена Пелопоннесской войны «быстроногие» и «легковооруженные» (по словам Фукидида) этолийцы наголову разбили закованных в броню афинян. Испанские герильерос (исп. guerrilla — «малая война») за семь лет Пиренейской кампании, с 1807 по 1814 г., изгнали из страны армию Наполеона. Британия потерпела поражение сначала от американских повстанцев, — а затем от пуштунских племен в Афганистане. На рубеже XIX–XX вв. британцы с трудом победили  партизан-буров в Южной Африке. В начале XX в. Т. Э. Лоуренс, помогавший разрозненным бедуинским племенам изгнать турок с Ближнего Востока описал свой опыт партизанской войны в книге «Семь столпов мудрости».
Когда концепция скрытных боевых действий только зарождалась, под партизанской войной понимались самостоятельные вылазки лёгких отрядов на флангах и в тылу противника. Например, Денис Давыдов во время войны 1812 года был назначен командиром партизан, хотя фактически командовал иррегулярными войсками. Член-корреспондент АН СССР Алексей Ефимов по книге К. В. Сивкова пишет: «Отряды Д. Давыдова, А. Фигнера и А. Сеславина, в отличие от крестьянских партизанских отрядов, состояли из охотников, набранных в регулярных частях или представляли собой небольшие отряды регулярных войск. Эти отряды можно было назвать рейдерами, так как они совершали глубокие рейды в расположение противника, опираясь при этом на местные партизанские крестьянские отряды».
Однако в последующие десятилетия роль партизанской войны недооценивалась и интерес в военной науке к ней упал, о чём писал известный военный ученый Н. С. Голицын в 1850-х годах. В Крымской войне и в русско-турецкой войне, имея в своём распоряжении большие массы конницы на главных театрах военных действий, русское командование не организовало её активного воздействия по тылам и коммуникациям противника, что негативно сказалось на ходе военных действий. А в гражданской войне в США, напротив, обе стороны в изобилии применяли кавалерийские рейды далеко по неприятельским тылам, непрерывно атаковали железные дороги и склады, уничтожали мосты. Подробный анализ этого опыта дал полковник Ф. К. Гершельман в книге «Партизанская война» (1885), значительное развитие дал полковник В. Н. Клембовский в труде «Партизанские действия» (1894). Их выводы подтвердила партизанская борьба буров во время англо-бурской войны 1899—1902 годов, на целых два года сковавшая многократно превосходящую их британскую армию. Но русско-японская и первая мировая войны дали только эпизодические попытки воздействия кавалерии по тылам противника, не оказавшие никакого влияния на ход боевых действий.
Во время гражданской войны в России партизанское движение чрезвычайно активно поддерживали все воюющие стороны, оно оказало огромное влияние на ход войны, а временами становилось главным способом ведения боевых действий (например, махновщина, басмачество, «зелёные»). Но оно отличалось стихийным характером и недостаточной координацией с действиями регулярных армий (это касается всех участников войны).
Сильное развитие партизанская война получила во время Второй мировой войны. Практически во всех странах, оккупированных странами Оси, действовали партизанские движения. Советские партизаны внесли большой вклад в победу над нацистской Германией. Их тактика сказывалась на проведении диверсий, подрывов путей на железных дорогах, мостов, блокировании каналов связи на территории противника, поджога лесов. Регион партизанской войны — северо-западные и западные области Союза ССР (Смоленская, Ленинградская, Новгородская), а также заболоченные территории Украины и Белоруссии, а также горы Крыма, где также действовали партизанские бригады. Одним из сильнейших партизанских формирований была Народно-освободительная армия Югославии, имевшая свои ВВС и ВМФ.
К началу XX века понятие партизанская война приобрело свой современный смысл — боевые действия формирований (зачастую нерегулярных), скрывающихся среди мирного населения на территории, занятой врагом.
Во второй половине XX века партизанские движения действовали в основном в государствах и странах Азии, Африки, Латинской Америки. Во многих из этих государств и стран (например, в Тибете после присоединения к Китаю) партизанские войны велись десятилетиями.
Во второй половине XX века в государствах и странах «третьего мира» герилья побеждала лишь там, где переплетались задачи национально-освободительного движения и социальной революции, то есть партизанские войны были народными; сама по себе революция не может победить только с помощью партизанско-террористической тактики.

## Контрпартизанская война
Контрпартизанская война — форма организации вооружённого противостояния и иных мероприятий, не связанных с непосредственным ведением боевых действий, которые предпринимает государство, его вооружённые силы, спецслужбы и правоохранительные органы в борьбе с партизанскими, повстанческими или нерегулярными формированиями. Организационные наработки, посвящённые контрпартизанским и антиповстанческим действиям, известны человечеству с древнейших времён, при этом многие из них до сих пор не утратили актуальности. Одной из основных особенностей, определяющих выбор стратегии действий против партизанских формирований, является их изменчивая децентрализованная структура, в которой зачастую отсутствует чётко выраженная иерархия с единым командным центром. На основе полученного опыта почти всегда отмечается превалирующая роль органов сбора и анализа информации (разведслужб), а также высокая эффективность нетрадиционных методов ведения войны. Поскольку действия партизан по своей сути гораздо ближе к криминальной активности организованных преступных группировок, то и противодействие им осуществляется не методами военной разведки, а следственно-разыскными мероприятиями, типичными для полицейского делопроизводства.